# She's the Boss
She's the Boss je debutové sólové album Micka Jaggera. Bylo vydáno v únoru 1985.

## Seznam skladeb
| Pořadí | Název               | Autor                       | Délka |
| ------ | ------------------- | --------------------------- | ----- |
| 1.     | Lonely at the Top   | Mick Jagger, Keith Richards | 3:47  |
| 2.     | 1/2 a Loaf          | Jagger                      | 4:59  |
| 3.     | Running Out of Luck | Jagger                      | 4:15  |
| 4.     | Turn the Girl Loose | Jagger                      | 3:53  |
| 5.     | Hard Woman          | Jagger                      | 4:24  |
| 6.     | Just Another Night  | Jagger                      | 5:15  |
| 7.     | Lucky in Love       | Jagger, Carlos Alomar       | 6:13  |
| 8.     | Secrets             | Jagger                      | 5:02  |
| 9.     | She's the Boss      | Jagger, Alomar              | 5:15  |

## Obsazení
- Mick Jagger – hlavní a doprovodné vokály
- Wally Badarou – syntezátor
- Jeff Beck – kytara
- John "Rabbit" Bundrick – syntezátor
- Ray Cooper – perkuse
- Aïyb Dieng – shaker
- Sly Dunbar – bicí
- Bernard Edwards – baskytara
- Steve Ferrone – bicí
- Anton Fier – perkuse
- Anton Fig – bicí
- Guy Fletcher – syntezátor
- Bernard Fowler – doprovodné vokály
- Jan Hammer – klavír
- Herbie Hancock – varhany, syntezátor
- Colin Hodgkinson – baskytara
- Bill Laswell – baskytara, syntezátor
- Chuck Leavell – varhany
- Ron Magness – syntezátor
- Eddie Martinez – kytara
- Alfa Pickett – rapování
- Lenny Pickett – saxofon
- Daniel Ponce – perkuse, batá
- Nile Rodgers – kytara
- Robert Sabino – klávesy, klavír, syntezátor
- Robbie Shakespeare – baskytara
- Michael Shrieve – bicí
- G. E. Smith – kytara
- Tony Thompson – bicí
- Fonzi Thornton – soprovodné vokály
- Pete Townshend – kytara